# Припеши
Припеши — деревня в Себежском районе Псковской области России. Входит в состав сельского поселения «Себежское». Фактически — урочище.

## География
Находится на юго-западе региона и района, в лесной местности у озера Припеши, на территории национального парка «Себежский», вблизи государственной границы с Республикой Беларусь.
Уличная сеть не развита.

## История
В 1802—1924 годах земли поселения входили в Себежский уезд Витебской губернии.
В 1941—1944 гг. местность находилась под фашистской оккупацией войсками Гитлеровской Германии.
Согласно Закону Псковской области от 28 февраля 2005 года деревня Припеши вошла в состав образованного муниципального образования «Себежская волость».
До 1 января 2011 года деревня входила в ныне упразднённую Глембочинскую волость.
В 2010 году, согласно Закону Псковской области от 03.06.2010 № 984-ОЗ, деревня Припеши после объединения пяти волостей (Глембочинской, Долосчанской, Дубровской, Лавровской и Томсинской) вошла в образованное муниципальное образование «Себежское сельское поселение».

## Население
| 2001 | 2002 | 2010 |
| ---- | ---- | ---- |
| 0    | →0   | →0   |

## Инфраструктура
Было личное подсобное хозяйство.

## Транспорт
Деревня доступна по просёлочной дороге.